# Mindat.org
Mindat.org és una base de dades mineralògica en línia no comercial. És considerada com la base més gran de dades mineralògica d'internet. Conté importants dades de minerals, localitats i fotografies relacionades amb la mineralogia. S'actualitza constantment per part dels usuaris registrats que afegeixen i editen entrades. L'any 2016 contenia prop de 50.000 noms minerals (incloent-hi varietats, sinònims i noms desacreditats), dels quals més de 5.000 eren minerals reconeguts per la IMA. També contenia prop de 260.000 localitats minerals d'arreu del món amb informació de 900.000 localitzacions de minerals dins d'aquestes localitats. El domini també comptava amb unes 650.000 fotografies de minerals, organitzades en categories i vora 50.000 usuaris registrats.

## Història
Mindat va iniciar-se l'any 1993 com un projecte personal de Jolyon Ralph. Més tard es van crear diferents versions abans de crear la base de dades editable l'octubre del 2000. Actualment, Mindat.org forma part de l'Institut de Mineralogia de Hudson (Hudson Institute of Mineralogy), una fundació sense ànim de lucre que forma part de l'estat de Nova York. L'any 2011, Jolyon Ralph va ser distingit per la Societat Mineralògica d'Amèrica (Mineralogical Society of America) pel seu treball a Mindat.org.